# Jan Willem Ernste

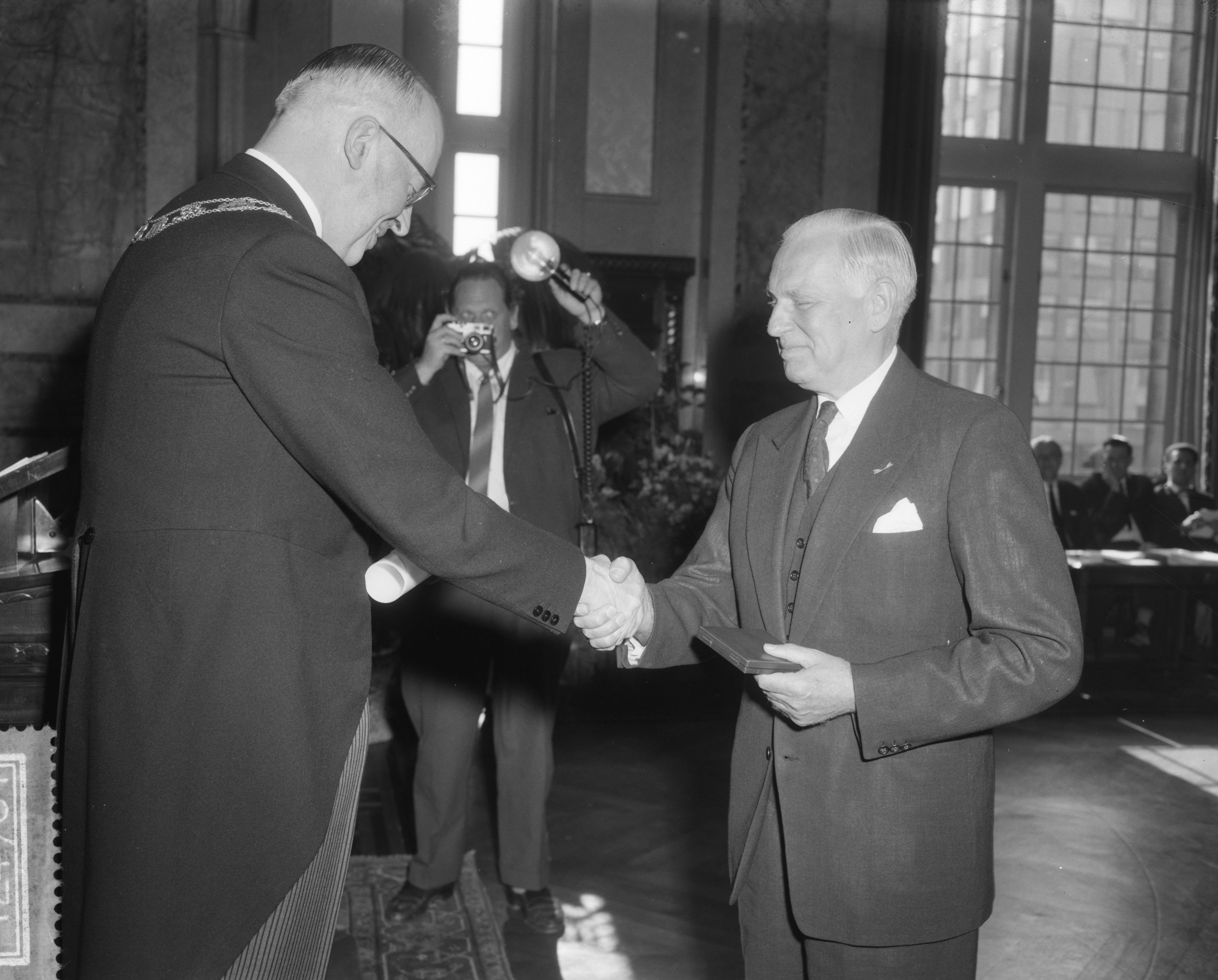
Jan Willem Ernste ontvangt de Van Oldenbarneveltpenning uit handen van Burgemeester Van Walsum
(15 mei 1961).

Jan Willem Ernste (Amsterdam, 8 mei 1899 – Arnhem, 8 oktober 1971) was een Nederlands ingenieur en industrieel. 
Jan Willem Ernste was de zoon van Jan Willem Gijsbertus Ernste, machineconstructeur, en Margaretha Sara van Golberdinge. Gehuwd op 24 december 1924 met Magdalena van Os. Uit dit huwelijk werden drie dochters geboren. 
Ernste heeft er krachtig toe bijgedragen Rotterdam van een in hoofdzaak op transito aangewezen haven tot een industriehaven te doen uitgroeien. Rotterdam heeft op een breed vlak van zijn gaven profijt gehad. Was directeur van onder andere Shell Nederland Raffinaderij N.V. in Pernis sinds mei 1951. Als lid van de Kamer van Koophandel & Fabrieken voor Rotterdam sedert 1952 had Ernste een sleutelpositie. Die leidde tot een voorzitterschap van het bestuur van de Stichting E'55, de Nationale Energie Manifestatie, die in de Maasstad de wederopbouw van het geschonden vaderland onderstreepte. In 1959 werd hij voorzitter van de Stichting Havenbelangen, waarin stadsbestuur en bedrijfsleven hun inspanning voor de internationale propaganda voor de Rotterdamse haven hebben gebundeld. 
Vanwege zijn bijzondere verdiensten is in 1961 aan Ir. J.W. Ernste de Van Oldenbarneveltpenning toegekend; dit is de hoogste gemeentelijke onderscheiding van de stad Rotterdam.